# كريم زازا
كريم زازا (ولد في 9 يناير 1975) و هو لاعب كرة قدم مغربي دنمركي متقاعد. ولد بالدنمارك وله أبوان مغربيان، حيث يعتبر من أفضل الحراس الدنمركيين. فاز بعدة ألقاب مع مجموعة من الفرق من بينها أفضل حارس مرمى في الدوري الدانماركي ثلاث مرات على التوالي ما بين سنة 2001 و 2003. لعب خمس مباريات لل‍منتخب المغربي.

## المسيرة الرياضية
بدأ كريم زازا حياته المهنية كمهاجم بنادي بروندبي لكنه لم يلعب أي مبارات معه فانتقل إلى نادي كوبنهاجن سنة 1995 حيث أضهر مهاراته في المرمى.

تمت اعارته لنادي فريماد أماغر اللذي لعب معه مبارات واحدة ولعب كمستعار لنادي سيلكيبورج اللذي لم يلعب معه أي مبارات.

انتقل إلى نادي أودنسه سنة 2000 حيث برهن على قدراته وفاز سنة 2001 بجائزة أفضل حارس مرمى دانماركي.

في سنة 2003 وقع عقدا مع نادي بروندبي مدته سنتين ولعب كحارس مرمى رئيسي وفاز للمرة الثانية بجائزة أفضل حارس مرمى دنماركي في نفس السنة.

عند انتهاء عقده مع نادي بروندبي انتقل إلى نادي روت فايس إيسن اللذي يلعب في دوري القسم الثاني الألماني لكرة القدم سنة 2006 حيث أصبح حارس المرمى الرئيسي بالنادي.

في سنة 2007 وقع عقدا مع نادي أوبه مدته سنتين حيث عوض الحارس جيمي نيلسن ولعب مع النادي مئة مبارات.

أنهى كريم زازا مشواره الكروي في دوري الدرجة الأولى الدنماركي مع نادي فيندسيسيل و اعتزل في صيف سنة 2014 بسبب تعرضه لاصابة على مستوى الركبة.

## وصلات خارجية
- (بالدنماركية) AaB profile
- (بالدنماركية) Brøndby IF profile
- (بالدنماركية) FC København profile
- (بالدنماركية) Superliga stats by اتحاد الدنمارك لكرة القدم
- (بالألمانية)

```
FussballDaten statistics
```

- كريم زازا على موقع الاتحاد الدولي (مؤرشف)  (الإنجليزية)
- كريم زازا على موقع قاعدة بيانات كرة القدم.إي يو (الإنجليزية)
- كريم زازا على موقع بيانات كرة القدم. دي إي (الألمانية)
- كريم زازا على موقع ناشيونال فوتبول تيمز (الإنجليزية)
- كريم زازا على موقع Soccerway.com (الإنجليزية)
- كريم زازا على موقع عالم كرة القدم.نت (الإنجليزية)